# Gösta Nilsson (pianist)
Nils Gösta Nilsson, född 23 november 1940 i Helsingborgs Maria församling i dåvarande Malmöhus län, är en svensk jazzpianist. Han är gift med Monica Borrfors och i ett tidigare äktenskap far till Lisa Nilsson.
Nilsson växte upp i en musikalisk familj i Åstorp. Han började tidigt spela piano och hamnade tidigt i olika orkestrar i hemtrakten. Det handlade först mest om schlager, men snart kom jazzen in i bilden, då han inspirerades av Miles Davis, Dexter Gordon och andra amerikanska jazzmusiker. Från omkring 1956 till 1962 ledde han orkestern Gösta Nelsons Quintet. Då jazzen under 1960-talet fick konkurrens från popmusiken blev det svårare att få spelningar och Nilsson valde då att utbilda sig till kyrkomusiker och utexaminerades 1968 från Kungliga Musikhögskolan i Stockholm, där han tog diplom i orgelspel. 
Under en period var Nilsson musiklärare på Birkagårdens folkhögskola i Stockholm, där han tillsammans med några av eleverna bildade bandet Vildkaktus 1970. Detta band blev stort framför allt i Stockholm, och efter en succékväll på Gyllene Cirkeln erbjöds bandet skivkontrakt från sju-åtta skivbolag. Några år senare ombildades Vildkaktus till instrumentalbandet Ibis. 
Nilsson var under denna tid även verksam som kyrkomusiker och musiklärare i Trångsund, där han stannade till pensioneringen. Under många år ledde han där en ungdomskör och även en kammarkör. En av köreleverna var Monica Borrfors, som i mitten av 1970-talet blev hans andra hustru. Han blev 1980 också en av medlemmarna i Monica Borrfors kvintett, vilken han sedan dess tillhört. I 15 år var han Cyndee Peters ständige ackompanjatör.